# Liste der Monuments historiques in Coupéville
Die Liste der Monuments historiques in Coupéville führt die Monuments historiques in der französischen Gemeinde Coupéville auf.

## Liste der Immobilien
| Bezeichnung      | Beschreibung              | Standort               | Kennzeichnung | Schutzstatus | Datum | Bild           |
| ---------------- | ------------------------- | ---------------------- | ------------- | ------------ | ----- | -------------- |
| Kirche St-Memmie | Vorhalle, 13. Jahrhundert | Rue de l’Église (Lage) | PA00078678    | Classé       | 1930  | weitere Bilder |

## Liste der Objekte
| Bezeichnung                          | Beschreibung                                                                                   | Standort                       | Kennzeichnung | Schutzstatus | Datum | Bild |
| ------------------------------------ | ---------------------------------------------------------------------------------------------- | ------------------------------ | ------------- | ------------ | ----- | ---- |
| Hauptaltar                           | Altartisch, Tabernakel, Retabel und Baldachin; Stein und Holz, farbig gefasst, 17. Jahrhundert | in der Kirche St-Memmie (Lage) | PM51000327    | Classé       | 1975  |      |
| Skulptur Heilige Magdalena           | Stein, farbig gefasst, 15. Jahrhundert                                                         | in der Kirche St-Memmie (Lage) | PM51000329    | Classé       | 1975  |      |
| Tabernakel                           | Holz, farbig gefasst, 18. Jahrhundert                                                          | in der Kirche St-Memmie (Lage) | PM51002486    | Inscrit      | 1977  |      |
| Skulptur Heiliger Jakobus der Ältere | Holz, farbig gefasst und vergoldet, 17. Jahrhundert                                            | in der Kirche St-Memmie (Lage) | PM51002487    | Inscrit      | 1977  |      |
| Taufbecken (1)                       | Stein, 17. Jahrhundert                                                                         | in der Kirche St-Memmie (Lage) | PM51002489    | Inscrit      | 1977  |      |
| Skulptur Heiliger Memmius            | Holz, farbig gefasst, 16. Jahrhundert                                                          | in der Kirche St-Memmie (Lage) | PM51000326    | Classé       | 1908  |      |
| Skulptur Heilige Anna                | Stein, farbig gefasst, 16. Jahrhundert                                                         | in der Kirche St-Memmie (Lage) | PM51000328    | Classé       | 1975  |      |
| Triumphbogen und -kreuz              | Schmiedeeisen, 18. Jahrhundert                                                                 | in der Kirche St-Memmie (Lage) | PM51002485    | Inscrit      | 1977  |      |
| Taufbecken (2)                       | Stein, 16. Jahrhundert                                                                         | in der Kirche St-Memmie (Lage) | PM51002484    | Inscrit      | 1977  |      |
| Seitenaltar                          | Altartisch und Retabel; Holz, farbig gefasst und vergoldet, 17. Jahrhundert                    | in der Kirche St-Memmie (Lage) | PM51002488    | Inscrit      | 1977  |      |